# IC 2933
IC 2933 је спирална галаксија у сазвјежђу Велики медвјед која се налази на листи објеката дубоког неба у Индекс каталогу.
Деклинација објекта је + 34° 18' 46" а ректасцензија 11h 34m 12,7s. Привидна величина (магнитуда) објекта IC 2933 износи 14,3 а фотографска магнитуда 15,1. IC 2933 је још познат и под ознакама UGC 6550, MCG 6-26-4, CGCG 185-89, CGCG 186-7, PGC 35732.